# 暗い日曜日 (映画)
『暗い日曜日』（独: Ein Lied von Liebe und Tod、英: Gloomy Sunday）は、1999年にドイツ・ハンガリー共同で制作された映画である。
ハンガリーの楽曲『暗い日曜日』にまつわる都市伝説を元に、ニック・バルコウが1988年に著した小説の映画化。

## キャスト
- エリカ・マロジャーン：イロナ・ヴァルナイ
- ヨアヒム・クロール：ラズロ・サボー（石塚運昇）
- ステファノ・ディオニジ：アンドラーシュ・アラディ
- ベン・ベッカー：ハンス・ヴィーク

## ストーリー
舞台は1930年代のハンガリー・ブダペスト。レストランオーナーのラズロとその恋人のイロナは、店での演奏のためにピアニスト・アンドラーシュを雇った。次第にアンドラーシュとイロナは惹かれあい、アンドラーシュは彼女のために『暗い日曜日』という曲を作曲、その歌をイロナへの誕生日プレゼントとして贈る。やがてアンドラーシュが作曲した「暗い日曜日」はラズロの力添えでレコードとして発表されたのだが、程なくしてその曲を聴きながら自殺する人々が続出し、「暗い日曜日」はいつしか「聞くと自殺する歌」として恐れられるようになっていく。そんな中、かつてラズロとイロナのレストランの常連客だったハンスがナチスの幹部として戻ってきたことにより、物語は急展開を迎えることになる。